# Không gian đa chiều
Không gian đa chiều (tiếng Anh: hyperspace) là không gian có số chiều nhiều hơn 3, được biểu diễn dưới dạng toán học có số lượng tọa độ nhiều hơn 3.
Một số khái niệm được nhắc đến trong không gian đa chiều như:
- Đa lập phương: khối lập phương nhiều chiều
- Mặt cắt polytope
- 24-ngăn: lớp ngoài có 24 ngăn hình 8 cạnh, 96 tam giác bằng nhau, 96 đỉnh và 24 cạnh
- 120-ngăn: lớp ngoài có 120 ngăn hình 10 cạnh, 120 mặt ngũ giác, 1200 đỉnh và 600 cạnh
- 600-ngăn: lớp ngoài có 600 ngăn 12 cạnh, 1200 mặt tam giác, 720 đỉnh và 120 cạnh

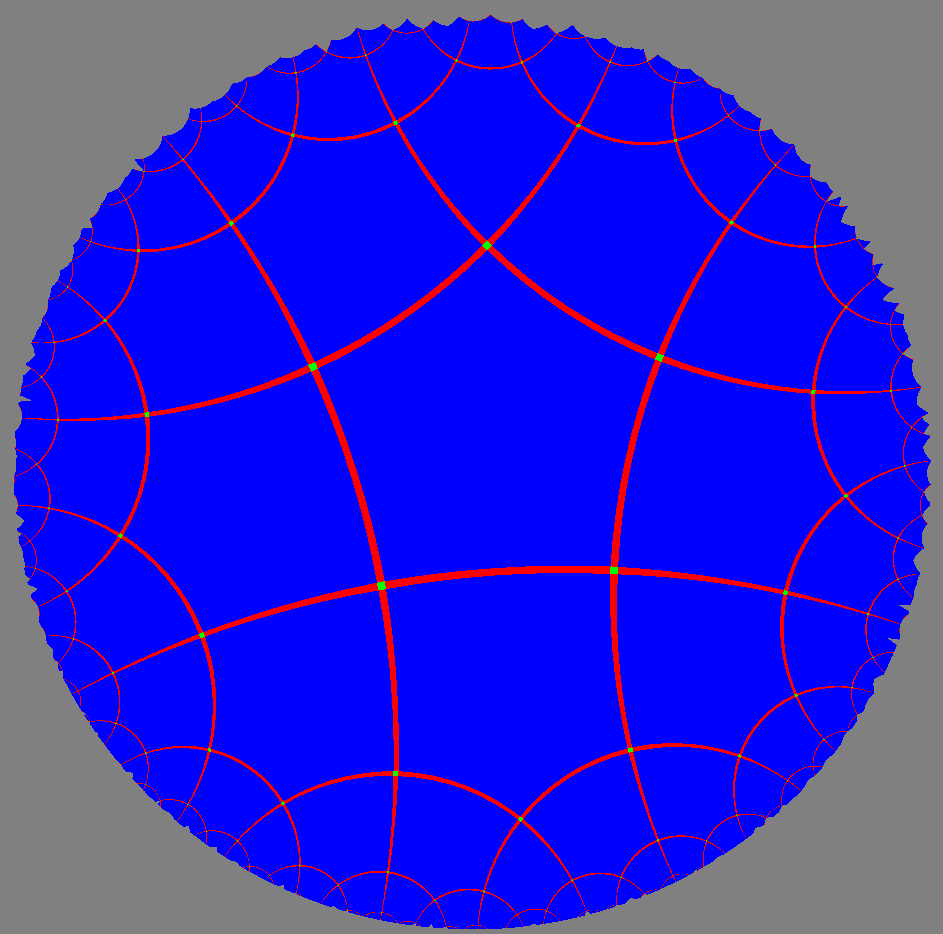